# Alexander von Feilitzsch
Alexander Freiherr von Feilitzsch (* 8. September 1870 in Erlangen; † 7. Mai 1947 in Achberg im Landkreis Ravensburg) war ein deutscher Verwaltungsjurist und Bezirksamtsvorstand der einstigen Bezirksämter Uffenheim und Berchtesgaden.

## Leben
Alexander von Feilitzsch entstammte dem Adelsgeschlecht derer von Feilitzsch und war der Sohn des Ferdinand Gustav von Feilitzsch (1843–1911) und dessen Gemahlin Julie Katharina Kurz (1845–1927).
Nach dem Studium der Rechtswissenschaften an der Ludwig-Maximilians-Universität München und der Humboldt-Universität zu Berlin mit erster juristischer Staatsprüfung 1893 in München schloss sich der dreijährige Vorbereitungsdienst (Referendariat) an, den er beim Amtsgericht Nürnberg, Landgericht Nürnberg, Landgericht München I, bei den Magistraten in Regensburg und München sowie bei einer Anwaltskanzlei absolvierte. 1896 machte er das Große juristische Staatsexamen und wurde Assessor beim Bezirksamt Rosenheim und später in Bad Aibling. Nach einer Tätigkeit als Assessor bei der Regierung von Schwaben wurde er zum 1. Oktober 1912 Bezirksamtsvorstand mit der Amtsbezeichnung Bezirksamtmann in Uffenheim, wo ihm 1913 Rang und Titel eines Regierungsrats verliehen wurden. Zum 1. Februar 1917 wechselte er in gleicher Funktion zum Bezirksamt Berchtesgaden, wo er zum 16. September 1934 auf politischen Druck in den Ruhestand verabschiedet wurde.
Von 1918 bis zu deren Auflösung im Jahre 1933 war er Mitglied der Bayerischen Volkspartei. Vor 1918 war er (möglicherweise, nicht belegt) Mitglied der Nationalliberalen Partei.